# 伏毛山莓草
伏毛山莓草（学名：Sibbaldia adpressa）为蔷薇科山莓草属的植物。分布于蒙古、俄罗斯以及中国大陆的内蒙古、新疆、黑龙江、甘肃、河北、青海、西藏等地，生长于海拔600米至4,200米的地区，多生长于农田边、砾石地、山坡草地以及河滩地，目前尚未由人工引种栽培。

## 异名
- Sibbaldianthe adpressa (Bunge) Juz.